# Ecclisopteryx guttulata
Ecclisopteryx guttulata är en nattsländeart som först beskrevs av Francois Jules Pictet de la Rive 1834.  Ecclisopteryx guttulata ingår i släktet Ecclisopteryx och familjen husmasknattsländor. Utöver nominatformen finns också underarten E. g. dalecarlica.